# Neepawa
Neepawa är en ort i Kanada.   Den ligger i provinsen Manitoba, i den sydöstra delen av landet, 1 800 km väster om huvudstaden Ottawa. Neepawa ligger 374 meter över havet och antalet invånare är 3 151.
Terrängen runt Neepawa är platt. Trakten runt Neepawa är nära nog obefolkad, med mindre än två invånare per kvadratkilometer.. Det finns inga andra samhällen i närheten.
Trakten runt Neepawa består till största delen av jordbruksmark.